# Minalyn Foy-os
Minalyn Foy-os Langngag (ur. 25 marca 1996) – filipińska zapaśniczka walcząca w stylu wolnym. Zajęła trzynaste miejsce na mistrzostwach Azji w 2016. Srebrna medalistka igrzysk Azji Południowo-Wschodniej w 2019 i 2021. Złota medalistka mistrzostw Azji Południowo-Wschodniej w 2018; srebrna w 2014 i 2015 roku.